# جامع خوزان
جامع خوزان (بالفارسية: مسجد جامع خوزان) هو مسجد تاريخي يعود إلى عصر الدولة الصفوية، ويقع في أصفهان.